# Bettina Jung

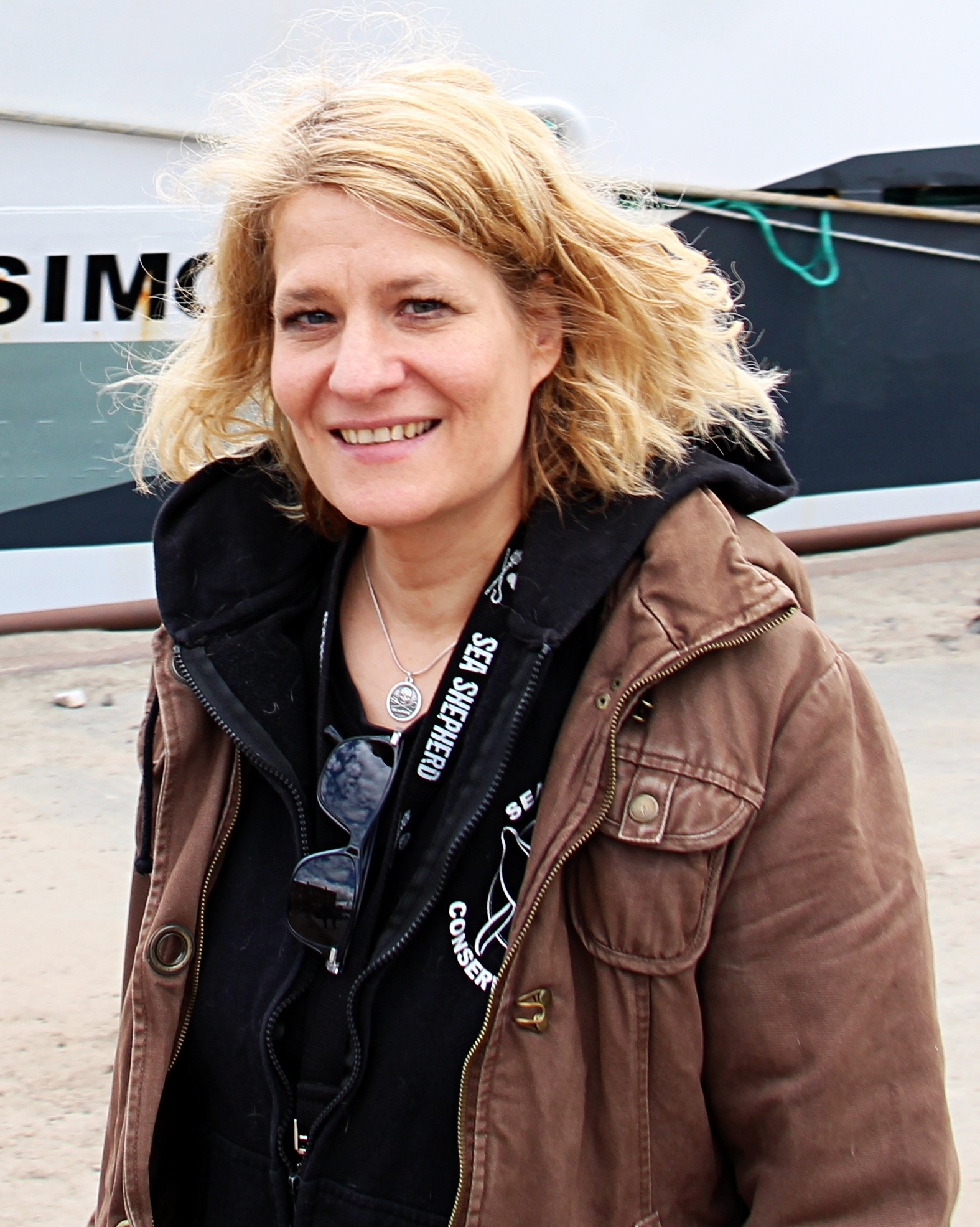
Bettina Jung, 2015

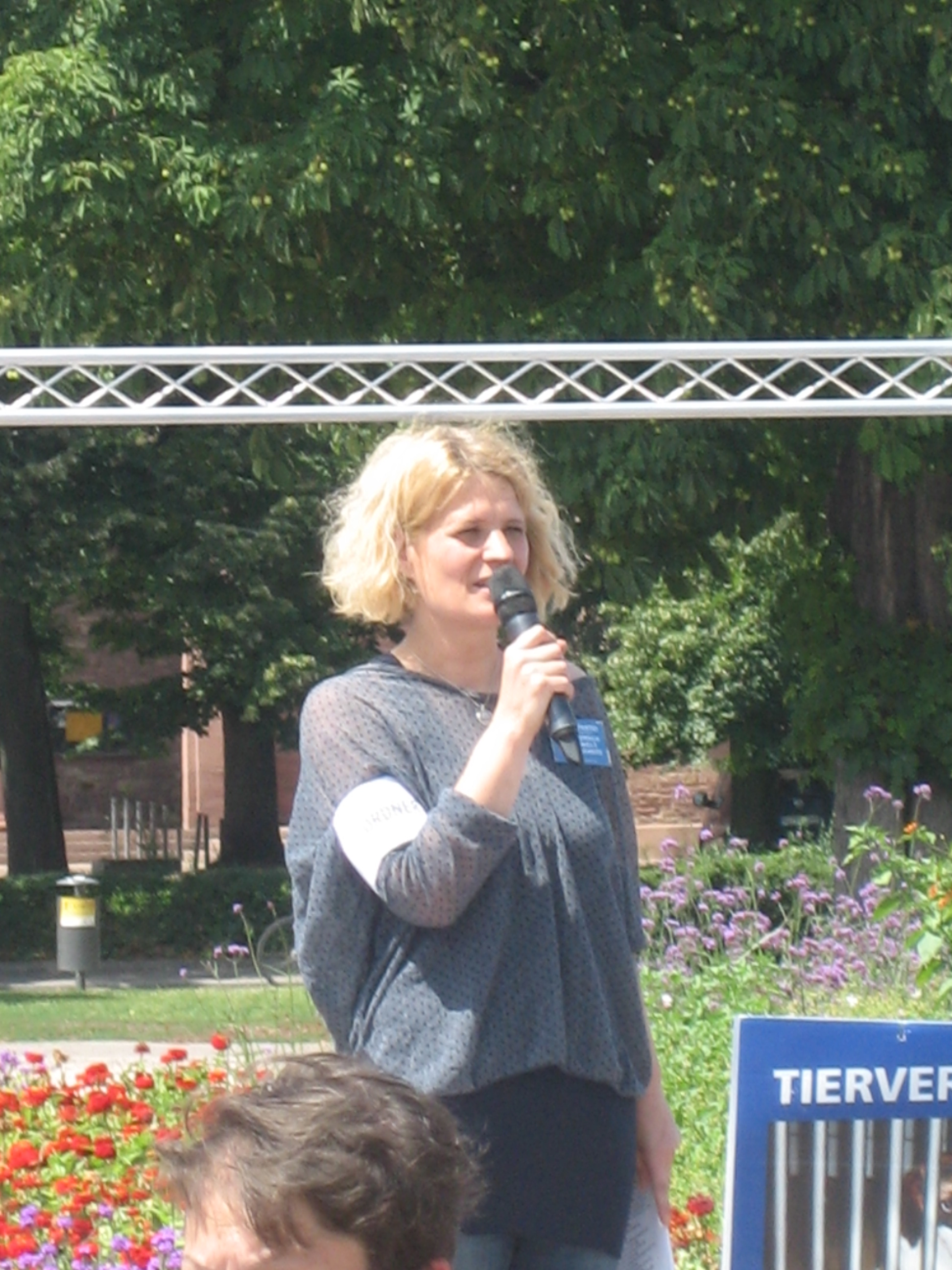
Jung am 1. August 2015 auf einer Demonstration in Karlsruhe

Bettina Jung (* 1971 in Mainz) ist eine deutsche Tierheilpraktikerin und Politikerin aus Wenzendorf. Vom 21. März bis 28. Dezember 2015 war sie eine von insgesamt drei gleichberechtigten Bundesvorsitzenden der Partei Mensch Umwelt Tierschutz.

## Leben
Bereits während ihrer Schulzeit arbeitete Jung in der Praxis eines Tierarztes. Nach der Schule begann sie zunächst ein Studium der Veterinärmedizin. Dies brach sie jedoch ab, da sie sich weigerte, Tierversuche durchzuführen. Daraufhin begann sie eine Ausbildung der Homöopathie sowie der Akupunktur. Ab ihrem zwölften Lebensjahr lebte sie vegetarisch. Inzwischen ernährt sie sich vegan. Seit 1999 betreibt sie in Dierstorf eine Tierheilpraxis. Darüber hinaus ist sie Dozentin an der Paracelsus-Schule. Sie ist Mutter eines Sohnes.

## Politische Aktivitäten
Bettina Jung trat 2009 der Tierschutzpartei bei. Ein Jahr später wurde sie zunächst stellvertretende Vorsitzende des Hamburger Landesverbandes; ab 2011 war sie dort Landesvorsitzende. Im Bundesvorstand war sie ab November 2013 zunächst Beisitzerin. Auf dem Sonderparteitag vom 21. März 2015, der aus dem Rücktritt mehrerer Vorstandsmitglieder – unter anderem den beiden Parteivorsitzenden Stefan Bernhard Eck und Barbara Nauheimer – zum Jahreswechsel 2014/2015 resultierte, wurde sie neben Horst Wester und Matthias Ebner zu einer von drei gleichberechtigten Bundesvorsitzenden gewählt. Am 28. Dezember selben Jahres legte sie sämtliche Funktionen nieder und trat aus der Partei aus.
Januar 2018 startete sie eine Petition bei Change.org mit der Staatsanwaltschaft Köln als Adressat, um zu erreichen, dass diese gegen Beatrix von Storch und Alice Weidel von der AfD wegen Volksverhetzung ermittelt.

## Bibliographie
- Bettina Jung: Geheimnis Tierseele. …homöopathische Expeditionen. Pro BUSINESS Verlag, Berlin 2010, ISBN 978-3-86805-624-2.